# Пунакаики
Пунакаики е населено място, намиращо се в Окръг Булер, Регион Западен бряг на Южния остров на Нова Зеландия, между Уестпорт и Греймот, на границата с Националния парк „Папароа“.